# Melesse
 Melesse  es una población y comuna francesa, situada en la región de Bretaña, departamento de Ille y Vilaine, en el distrito de Rennes y cantón de Saint-Aubin-d'Aubigné.

## Demografía
| 1941 | 2119 | 3200 | 4231 | 4675 | 5164 |
| Para los censos de 1962 a 1999 la población legal corresponde a la población sin duplicidades (Fuente: INSEE [Consultar]) |      |      |      |      |      |